# Raziskujmo ozvezdja z daljnogledom 10×50 (knjiga)
Raziskujmo ozvezdja z daljnogledom 10×50 je knjiga slovenskega fizika in ljubiteljskega astronoma Bojana Kambiča, ki je izšla leta 2008 v založbi Cambio.
V prvem delu se nahajajo razni pojmi od enostavnejših (nakup daljnogleda, delovanje teleskopa, nebesna krogla, zvezde) pa vse do zahtevnejših (življenjski cikel zvezde, Hertzsprung-Russllov diagram, barve zvezd). V srednjem je še nekaj napotkov za opazovanje, zadnji del pa vsebuje opise ozvezdij. 